# المهدي عند السنة
المهدي، يُؤْمِن أهل السنة والجماعة بأنه رجل سيخرج في آخر الزمان من ذرية النبي محمد، اسمه يواطئ اسم النبي محمد، واسم أبيه يواطئ اسم أبي النبي محمد، أي اسمه محمد بن عبد الله من أهل بيت النبي من ولد فاطمة، يحكم الأرض سبع سنوات، يملأ الأرض عدلًا كما مُلِئت ظلمًا وجورًا، يقول المباركفوري في تحفة الأحوذي بشرح جامع الترمذي: «اعلم أن المشهور بين الكافة من أهل الإسلام على مر العصور أنه لا بد في آخر الزمان من ظهور رجل من أهل البيت يؤيد الدين ويظهر العدل ويتبعه المسلمون، ويستولي على الممالك الإسلامية ويسمى بالمهدي، ويكون خروج الدجال وما بعده من أشراط الساعة الثابتة في الصحيح على أثره، وأن عيسى عليه السلام ينزل من بعده فيقتل الدجال أو ينزل من بعده فيساعده على قتله ويأتم بالمهدي في صلاته.».

## مجمل عام لصفات الإمام المهدي، كما جاءت في الأحاديث
ورد في الأحاديث النبوية إن اسمه يواطِئ اسم النبي محمد واسم أبيه يواطئ اسم أبي النبي محمد، فقد يكون أحمد أو محمد بن عبد الله، حَدَّثَنَا ابْنُ عُيَيْنَةَ، عَنْ عَاصِمٍ، عَنْ زِرٍّ، عَنْ عَبْدِ اللَّهِ، عَنِ النَّبِيِّ صَلَّى اللهُ عَلَيْهِ وَسَلَّمَ قَالَ: (الْمَهْدِيُّ يُوَاطِئُ اسْمُهُ اسْمِي، وَاسْمُ أَبِيهِ اسْمَ أَبِي)، وَسَمِعْتُهُ غَيْرَ مَرَّةٍ لَا يَذْكُرُ اسْمَ أَبِيهِ.
وهو من أهل بيت النبي، من ولد فاطمة من نسل الحسن أو الحسين، أجلى الجبهة أي منحسر شعر الجبهة أقنى الأنف أي طوله مع انحداب في وسطه ودقة أرنبته. يصلحه الله في ليلة، تملأ الأرض قبل خلافته ظلما وجورا، فيملؤها بعد خلافته قسطا وعدلا، وذلك في آخر الزمان. يملك سبع سنين، يسقيه الله الغيث، وتخرج الأرض نباتها، وتكثر الماشية، وتعظم الأمة، وتنعم في عهده نعمة لم تنعمها قط، يعطي المال صحاحا، ويحثيه حثيا، لا يعده عدا. يكون أول ظهور له في البيت الحرام بعد موت خليفة واقتتال لثلاثة من أبناء الخلفاء على كنز الكعبة فلا يصير إلى أحد منهم ثم يخرج أصحاب الرايات السود من قبل المشرق من جهة خراسان ينصرونه يقتلونكم قتلا لم يقتله قوم قط ثم عند ذلك يبايع بين الركن والمقام. ثم ينزل عيسى ابن مريم فيصلي وراءه؛ مما يستلزم أن يكون المهدي معاصرا خروج الدجال؛ لأن عيسى ينزل من السماء لقتله.

## حول استعمال كلمة «المهدي» بالمعنى اللغوي العام
"المهديّ" لغة اسم مفعول من "هُدِيَ" والهدى هو الرشاد، والدلالة كما في "الصحاح"، وفي "لسان العرب": الهدى: ضد الضلال، وهو الرشاد، وفي الحديث: "سنة الخلفاء الراشدين المَهدِيِّين"، المهدي: الذي قد هداه الله إلى الحق، قد استعمل في الأسماء، حتى صار كالأسماء الغالبة".
وعن العرباض بن سارية: قال رسول الله: «عليكم بسنتي وسنة الخلفاء الراشدين المَهْدِيِّين» الحديث. أخرجه الإمام أحمد، وأبو داود، والترمذي، وقال: حسن صحيح. وصححه غيره.
قال ابن الأثير: «المهديّ: الذي قد هداه الله إلى الحق، ويريد بـ» الخلفاء المهديين«أبا بكر وعمر وعثمان وعلي رضي الله عنهم، وإن كان عاما في كل من سار سيرتهم».

## أهل السنة لا يتعبدون بانتظاره
لم يرد في أيِّ نص من النصوص حسب معتقد أهل السنة أن المسلمين متعبدون بانتظاره،
ولا يتوقف على خروجه أي شرعية نقول إنها غائبة حتى يأتي الإمام المهدي،
فلا صلاة الجمعة، ولا الجماعة، ولا الجهاد، ولا تطبيق الحدود، ولا الأحكام، ولا شيء من ذلك مرهون بوجوده؛ بل المسلمون يعيشون حياتهم، ويمارسون عباداتهم، وأعمالهم، ويجاهدون، ويصلحون، ويتعلمون، ويُعلِّمون، فإذا وُجد هذا الإنسان الصالح، وظهرت أدلته القطعية - التي لا لَبْس فيها - اتّبعوه. وعلى هذا درج الصحابة والتابعون لهم بإحسان، وتتابع على هذا أئمة العلم على تعاقب العصور.

## بعض الأحاديث الواردة في شأن المهدي
- الأول: عن أبي سعيد الخدري: قال رسول الله: «يخرج في آخر أمتي المهدي، يسقيه الله الغيث، وتخرج الأرض نباتها، ويعطي المال صَحاحا، وتكثر الماشية، وتعظم الأمة، ويعيش سبعا أو ثمانيا»؛
- الثاني: قال الإمام أحمد في مسنده: حدثنا محمد بن جعفر: حدثنا عوف عن أبي الصديق الناجي عن أبي سعيد الخدري: قال رسول الله: «لا تقوم الساعة حتى تمتلئ الأرض ظلما وعدوانا، قال: ثم يخرج رجل من عِترتي -- أو من أهل بيتي --، يملؤها قِسطا وعدلا كما ملئت ظلما وعدوانا».
- الثالث: عن أبي سعيد الخدري: قال رسول الله: «المهدي مني، أجلى الجبهة، أقنى الأنف، يملأ الأرض قِسطا وعدلا كما ملئت ظلما وجَورا، ويملك سبع سنين».
- الرابع: وعن أبي سعيد الخدري قال: خشينا أن يكون بعد نبينا حدث، فسألنا نبي الله فقال: «إن في أمتي المهدي يخرج، يعيش خمسا أو سبعا أو تسعا»—زيدٌ العمّيُّ الشاكُّ—قال: قلنا: وما ذاك؟ قال: «سنين»، قال: «فيجيءُ إليه الرجل، فيقول: يا مهديُّ أعطني، أعطني»، قال: «فيحثي له في ثوبه ما استطاع أن يحملَه».
- الخامس: عن علي: قال رسول الله: «المهدي منا أهل البيت، يصلحه الله في ليلة».
- السادس: عن أم سَلَمة قالت: سمعت رسول الله يقول: «المهدي من عِترتي، من وَلَد فاطمة».
- السابع: قال الحافظ ابن قيم الجوزية في "المنار المنيف" ص 147-148: (وقال الحارث بن أبي أسامة في مسنده: حدثنا إسماعيل بن عبد الكريم: حدثنا إبراهيم بن عقيل عن أبيه، عن وهب بن منبه، عن جابر قال: قال رسول الله: "ينزل عيسى ابن مريم، فيقول أميرهم المهدي: "تعال صلِّ بنا"، فيقول: "لا؛ إن بعضهم أمير بعضٍ، تكرمة الله لهذه الأمة"، وهذا إسناد جيد).
- الثامن: عن ابن مسعود عن النبي أنه قال: «لو لم يبقَ من الدنيا إلا يوم، لطول الله ذلك اليوم حتى يبعث فيه رجلا مني -- أو من أهل بيتي -- يفوز باسمي ولقبي»، زاد في حديث فِطْر: «يملأ الأرض قِسطا وعدلا، كما ملئت ظلما وجَورا».
- التاسع: قال الإمام أحمد: حدثنا سفيان بن عُيَيْنة: حدثنا عاصم عن زِرٍّ عن عبد الله عن النبي قال: «لا تقوم الساعة حتى يلِيَ رجل من أهل بيتي، يواطئ اسمه اسمي».
- العاشر: رواه الإمام أحمد عن علي مرفوعا بلفظ: «لو لم يبقَ من الدهر إلا يوم، لبعث الله رجلا من أهل بيتي يملؤها عدلا كما ملئت جَورا»

## أحاديث يحتمل كونها في شأن المهدي
- الحادي عشر: عن الجريري، عن أبي نضرة قال: كنا عند جابر بن عبد الله ما قال: "يوشك أهل العراق أن لا يُجبى إليهم قفيز ولا درهم"، قلنا: من أين ذاك؟ قال: "من قبل العجم؛ يمنعون ذلك"، ثم قال: "يوشك أهل الشام أن لا يجبى إليهم دينار ولا مدي"، قلت: من أين ذاك؟ قال: "من قبل الروم"، ثم سكت هنية، ثم قال: قال رسول الله: يكون في أخر أمتي خليفة يحثي المال حثيا، لا يعده عدا"، قال: قلت لأبي نضرة وأبي العلاء: "أتريان أنه عمر بن عبد العزيز؟ فقالا: لا".
- الثاني عشر: عن عائشة أم المؤمنين ا قالت: "عبث رسول الله في منامه، فقلنا: "يا رسول الله، صنعت شيئا في منامك لم تكن تفعله"، فقال: "العَجَبُ أن ناسا من أمتي يؤمون البيت لرجل من قريش، قد لجأ بالبيت، حتى إذا كانوا بالبيداء خُسِفَ بهم"، فقلنا: "يا رسول الله، إن الطريق قد يجمع الناس"، قال: "نعم، فيهم المستبصر والمجبور وابن السبيل، يهلكون مَهْلِكا واحدا، ويَصدُرون مصادر شتى، يبعثهم الله على نياتهم"
- الثالث عشر: عن أبي هريرة قال: قال رسول الله: «يبايع لرجل بين الركن والمقام، ولن يستحل البيت إلا أهله، فإذا استحلوه فلا يسأل عن هلكة العرب، ثم يأتي الحبشة، فيخربونه خرابا لا يعمر بعده أبدا، وهم الذين يستخرجون كنزه».
- الرابع عشر: عن أبي هريرة: قال رسول الله: «لا تقوم الساعة حتى ينزل الروم بالأعماق أو بدابق، فيخرج إليهم جيش من المدينة، من خيار أهل الأرض يومئذ، فإذا تصافوا قالت الروم:» خلوا بيننا وبين الذين سَبَوا منا نقاتلهم«، فيقول المسلمون:» لا والله، لا نخلي بينكم وبين إخواننا«، فيقاتلونهم، فيفر ثلث لا يتوب الله عليهم أبدا، ويقتل ثلثهم أفضل الشهداء عند الله، ويَفتح الثلث، لا يفتنون أبدا، فيفتحون قسطنطينية، فبينما هم يقتسمون الغنائم، قد علقوا سيوفهم بالزيتون، إذ صاح فيهم الشيطان:» إن المسيح قد خلفكم في أهليكم«، فيخرجون—وذلك باطل --، فإذا جاءوا الشام خرج، فبينما هم يعدون للقتال، يسوون الصفوف، إذ أقيمت الصلاة، فينزل عيسى ابن مريم عليه وعلى نبينا السلام فأَمَّهم، فإذا رآه عدو الله ذاب كما يذوب الملح في الماء، فلو تركه لانذاب حتى يَهلِك، ولكن يقتله رسول الله بيده، فيريهم دمه في حربته».
- الخامس عشر: عن جابر بن عبد الله ما قال: سمعت رسول الله يقول: «لا تزال طائفة من أمتي يقاتلون على الحق، ظاهرين إلى يوم القيامة، فينزل عيسى ابن مريم، فيقول أميرهم:» تعال، صلِّ لنا«، فيقول:» لا، إن بعضكم على بعض أمراء، تكرمة الله هذه الأمة«. وعند الإمام أحمد من حديث جابر أيضا:»...فإذا هُمْ بعيسى ابن مريم، فتقام الصلاة، فيقال له: «تقدم يا روح الله«، فيقول:» ليتقدم إمامكم فليصلِّ بكم».

## وصلات خارجية

### كتب ومواقع
- أحاديث من سنن أبي داوود
- أحاديث من سنن ابن ماجة
- أحاديث من سنن الترمذي
- المهدي، محمد إسماعيل المقدم